# Nacho Cerdà

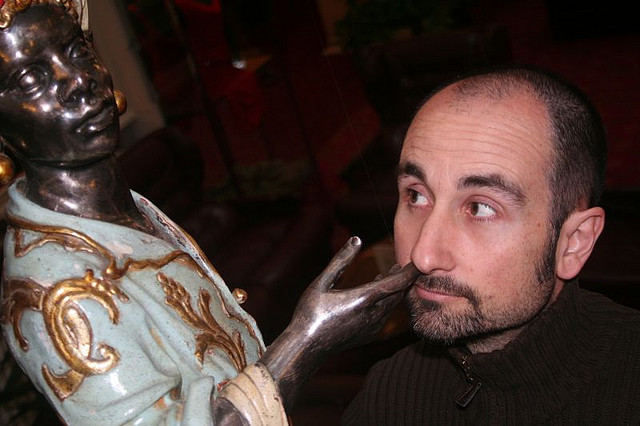
Nacho Cerdà 2007.

Nacho Cerdà, född Ignacio Cerdà 1969 i Katalonien, är en spansk regissör, producent och skådespelare, som kanske är mest känd för den kontroversiella filmen Aftermath (1994).
1995 anklagades Nacho Cerdà för att ha gjort det kända "Alien Autopsy"-klippet, i vilket man får bevittna en påstått autentisk obduktion av en utomjording. Anklagelserna drogs tillbaka efter att det stod klart att det var Ray Santilli som gjort det.

## Filmografi
- The Awakening (1990)
- Aftermath (1994)
- Dr. Curry (1996)
- Genesis (1998)
- Ataúdes de Luz (2002)
- Europe 99euro-films2 (2003)
- The Machinist: Breaking The Rules (2005)
- The Abandoned (2006)